# Европска комисија против расизма и нетолеранције
Европска комисија против расизма и нетолеранције (ЕЦРИ) је оснивано од стране Савета Европе 1993. године ради борбе против расизма, антисемитизма, ксенофобије и свих облика дискриминације на основу језика, религије и етничке припадности и промовисање толеранције и владавине закона. Организација је постала званично активна од марта 1994. године.

## Чланови
ЕЦРИ чини 47 стручњака, сваки стручњак долази из једне државе чланице савета Европе. Од 2017. године предсједавајући комисије је Жан-Пол Лехнерс из Луксембурга.
Сваком члану ЕЦРИ-а дозвољено је обнављање мандата од пет година путем именовања од стране њихових влада. Да би задржале чланство, морају се такође придржавати услова статута ЕЦРИ-на који надлаже:
Чланови ЕЦРИ-а ће имати висок морални ауторитет и признату стручност у суочавању са расизмом, расном дискриминацијом, ксенофобијом, антисемитизмом и нетолеранцијом; Чланови ЕЦРИ-а ће се запослити у свом индивидуалном својству, бити ће неовисни и непристрасни у испуњавању свог мандата. Они неће добити никакве инструкције од своје владе.